# Joan Martí i Llobet

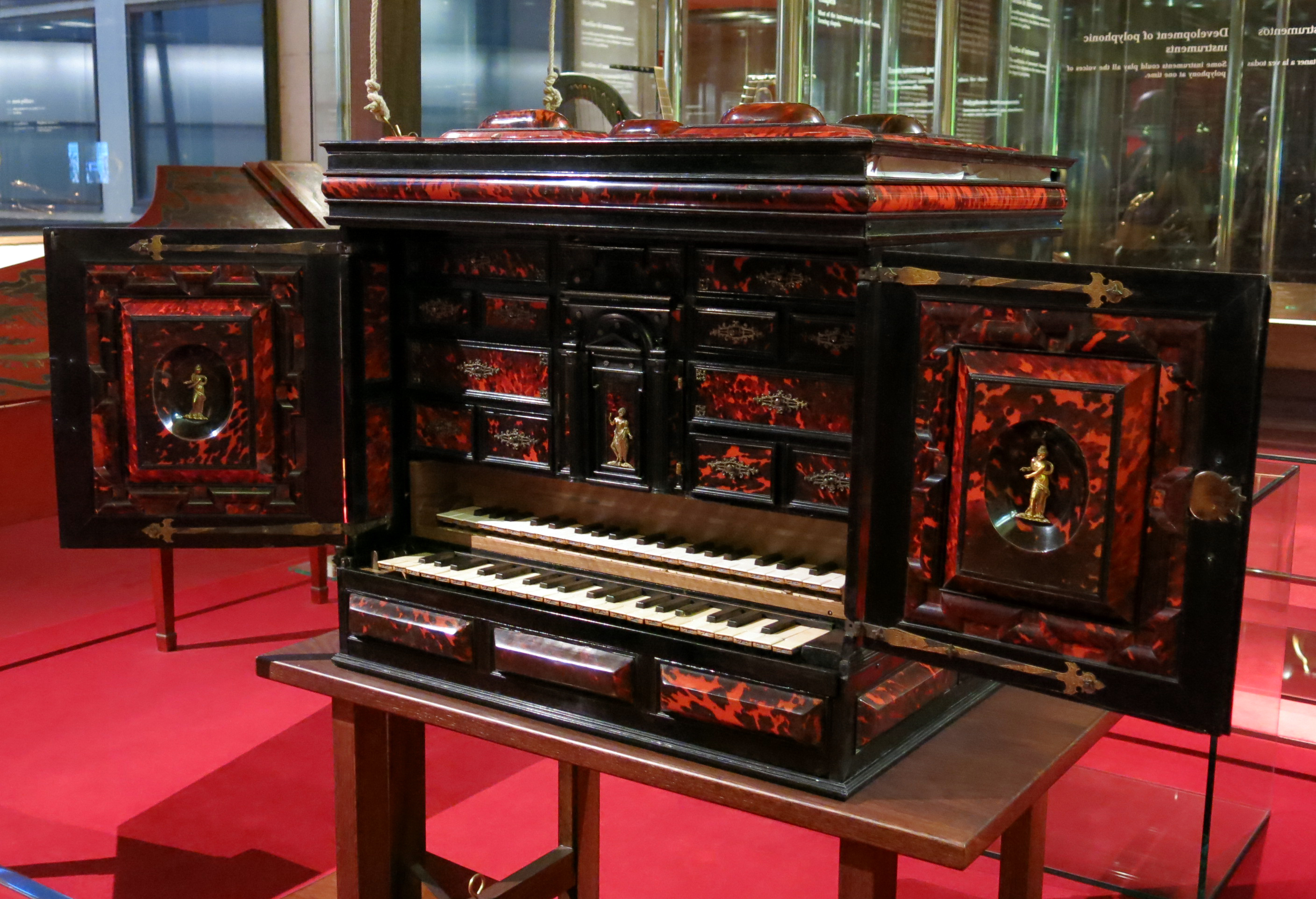
L'espineta del claviorgue de Lorenz Hauslaib, al Museu de la Música de Barcelona, ha estat construïda per Joan Martí

Joan Martí i Llobet (Barcelona, 1946), és un constructor i restaurador d'instruments de teclat històrics.
Joan Martí, nascut a Barcelona i establert a Sant Esteve de Palautordera, estudia a l'Escola Superior d'Arquitectura de Barcelona. Cap als anys setanta és professor de l'Escola Massana del taller de maquetes, de prototipus i de projectes en el Departament d'Interiorisme. És de formació autodidacta, que fomenta en l'observació i la reflexió entorn els instruments històrics. Accedeix a instruments de museus de ciutats com Barcelona, Brussel·les, París, Nuremberg, Hamburg i Colmar entre d'altres.
L'any 1975 participa en l'exposició d'instruments Early Music a Londres i a l'exposició Antverpiano a la ciutat d'Anvers. Col·labora amb la Junta de Castilla y León amb motiu de l'exposició Las edades del Hombre que es va dedicar a la música. Compagina el treball de construcció d'instruments musicals amb treballs de restauració. És col·laborador habitual del Museu de la Música de Barcelona des de l'any 1976 i professor col·laborador de pràctiques d'organologia a l'ESMUC (Escola Superior de Música de Catalunya).
L'any 2011 és guardonat amb el diploma de Mestre Artesà, que atorga el conseller d'Empresa i Ocupació en un acte presidit per Artur Mas, "per la seva excel·lent trajectòria en la construcció i restauració de clavicèmbals i clavicordis, la qualitat tècnica demostrada i el rigor musicològic".

## Instruments construïts[4]
- Dues espinetes model Patavinus
- Un clavicordi. Model de referència: clavicordi anònim del Museu de la Música de Barcelona
- Tres clavicordis segons instrument anònim de la Fundació Gulbenkian
- Virginal flamenc segons Ruckers
- Clavicèmbal italià model de R. Trasontini
- Quatre clavicèmbals flamencs de dos teclats segons Dulcken; un d'ells destinat al Palau de la Música Catalana[5]
- Clavicèmbal segons Trasontini per a l'ESMUC
- Clavicordi segons Silbermann per a l'ESMUC[6]
- Clavicèmbal alemany de dos teclats segons Christian Zell per a l'ESMUC[7]
- Dos clavicèmbals italians segons Giovanni B. Giusti, un d'ells destinat a l'ESMUC
- Violoncel segons Mateo Gofriler
- Clavicèmbal flamenc segons Ruckers pel Conservatori Josep Maria Ruera de Granollers
- Clavicèmbal alemany segons Fleischer
- Dos clavicèmbals alemanys d'un teclat segons Zell
- Tres clavicèmbals flamencs segons Ruckers

## Instruments restaurats[8]
- Clavicordi Grabalos (MDMB 465) del Museu de la Música de Barcelona
- Arpa barroca per a l'Exposició Europalia
- Clavicèmbal Christian Zell (MDMB 418) del Museu de la Música de Barcelona
- Clavicèmbal Fleischer (MDMB 420) del Museu de la Música de Barcelona
- Piano de taula Slocker (MDMB 494) del Museu de la Música de Barcelona
- Piano de taula Fernández (MDMB 504) del Museu de la Música de Barcelona
- Clavicèmbal anònim (MDMB 419) del Museu de la Música de Barcelona
- Clavicèmbal atribuïble a Fernández de Santos (MDMB 1495) del Museu de la Música de Barcelona
- Arpa barroca Pere Elíes del Museu d'Àvila
- Arpa barroca Raimundo Pescador de Castil de Lences (Burgos)
- Piano de taula dels Convent de clausura de Burgos
- Clavicèmbal Ruckers any 1601 de la Catedral de Segovia
- Clavicèmbal Bofill, Barcelona 1743, del Convent de les Dominiques de Lekeito; actualment està al Museu Museo Diocesano de Bilbao
- Clavicèmbal Pleyel de l'Acadèmia Marshall de Barcelona
- Clavicèmbal Sébastien Érard del Palauet Albéniz de Barcelona
- Claviorgue de Lorenz Hauslaib del Museu de la Música de Barcelona[9]